# Île de Batz (câblier)
Pour les articles homonymes, voir Batz.
Le CS Île de Batz est un navire-câblier français utilisé par Alcatel-Lucent. Il a été construit en 2002 par l'entreprise Hyundai Mipo Dockyard (HMD) en Corée du Sud. Il a deux sister-ships, l’Île de Bréhat et l’Île de Sein.

## Historique
Le navire est nommé d'après l'île bretonne de Batz.
L'Île de Batz est parfois utilisé pour des missions de recherche en mer. Il a par exemple été utilisé après l'accident du vol 604 Flash Airlines pour rechercher les boîtes noires du Boeing 737 appartenant à la compagnie aérienne égyptienne Flash Airlines disparu le 3 janvier 2004 en Mer Rouge, à une dizaine de kilomètres des côtes, peu après son décollage de l'aéroport de la station balnéaire de Charm el-Cheikh. Il peut également être utilisé pour remonter les débris d'avions.
Le propriétaire du navire est la société Alda Marine SA, une filiale d'Alcatel-Lucent, il est armé par LDA (Louis Dreyfus Armateurs).